# Jean-Marie Buchet
Pour les articles homonymes, voir Buchet.
Jean-Marie Buchet, né le 24 février 1938 à Jemappes (Mons), est un cinéaste belge.

## Biographie
Jean Marie Buchet entre en 1957 dans la section de cinéma expérimental que la Cambre vient de créer. Il y étudie principalement la photographie et y réalise trois courts métrages : Discours, Comment se pendre (sonorisé en 1974) et - en collaboration avec Marc Lobet - Masques (1959). Il a aussi été preneur de son pour la BRT principalement, et monteur sur certains films de Roland Lethem. 
En 1968, il collabore avec Robbe De Hert à la réalisation de films engagés et participe la même année à la création de Cinélibre.
Au cours de sa carrière, il réalise des courts-métrages de fiction, documentaires et expérimentaux (comme Potemkine 3 en 1974). Il est également l’auteur de deux longs métrages : La Fugue de Suzanne (1974) et Mireille dans la vie des autres (1979), films sélectionnés respectivement à San Remo  et à Moscou.
Jean Marie Buchet dirige, depuis la création de la section jusqu’à sa pension en 2003, un atelier d’écriture de scénario à l’ULB (ELICIT),. Il collabore à la rédaction de Grand-Angle en 1996 et au service de restauration de films de la Cinémathèque royale de Belgique depuis 1999.
En outre, il a fondé Pauvres mais Beaux, une maison de production.

Quant à la notoriété du cinéaste, le site cinergie.be indique : « Jean-Marie Buchet est modeste et fait de l'humour lorsqu'il nous dit qu'il est peu connu. Il figure dans tous les dictionnaires du cinéma belge. Dans le tome II de La kermesse héroïque du cinéma belge, de Frédéric Sojcher aux éditions l'Harmattan, dans Une encyclopédie des cinémas de Belgique, de Guy Jungblutt, Patrick Leboutte et Dominique Païni aux éditions Yellow Now, dans Un siècle de cinéma belge de Paul Thomas aux éditions Quorum, dans Le cinéma belge de Marianne Thys avec la Cinémathèque Royale de Belgique aux éditions Ludion/Flammarion, dans À Chacun son cinéma, cent cinéastes belges écrivent pour un centenaire aux éditions Luc Pire/Cinergie, dans Big Memory, cinéastes de Belgique de Richard Olivier, aux éditions Les Impressions nouvelles ».

## Filmographie
- Si vous ne connaissez pas le sujet, laissez ce bandeau (vous pouvez alors contacter les auteurs).
- Si vous supprimez le contenu mis en cause (vous pouvez préalablement contacter les auteurs),

argumentez précisément cette suppression dans la page de discussion
(un manque de référence n'est pas un argument ; une recherche réelle de référence doit avoir été effectuée, être formellement documentée).

### Comme réalisateur

#### Courts métrages
- 1957 : Deux choses : discours et comment se pendre (animation)
- 1960 : Masques (coréalisateur Marc Lobet ; musique Fernand Schirren)
- 1961 : Je t'aime
- 1963 : La journée de Monsieur Chose
- 1964 : Que peut-on bien faire chez soi le dimanche après-midi quand on n'a pas la télévision ?
- 1967 : Le point mort
- 1970 : Hommage à Don Helder Camara
- 1974 : Potemkine 3
- 1974 : Triptyque de Noël
- 1974 : Film
- 1978 : Vos droits (série télévisée)
- 1982 : Les Meilleurs
- 1983 : Arrêt d'autobus (vidéo)
- 1983 : Mille Milliards
- 1988 : Paris-Tubize
- 1989 : Dupond Durand
- 2001 : Horrible
- 2004 : Une fameuse journée (Il existe une version tournée en français et une autre tournée en néerlandais, intitulée Een Rare Dag. Plusieurs prix dont le 1er prix du Festi'Val d'Oise du court 2005 et le prix de la SACD.)
- 2005 : Saddam Hussein is alive and well and he lives in Brussels
- 2006 : Tasse de Thé
- 2009 : Fantaisie sur la fin du monde
- 2014 : Tennis[11]

#### Longs métrages
- 1974 : La Fugue de Suzanne
- 1979 : Mireille dans la vie des autres

### Acteur
- 1973 : Le Banc de Patrick Van Antwerpen
- 1974 : Le Saigneur est avec nous de Roland Lethem
- 1974 : L'Autobus de Patrick Van Antwerpen
- 1976 : Grève et Pets de Noël Godin
- 1985 : Vivement ce soir de Patrick Van Antwerpen
- 1997 : Gaston's War de Robbe De Hert
- 2006 : Chloé de Patrice Bauduinet

## Publications
- Mémoire de moi - Chant premier, Bruxelles, H. Verminnen, coll. « Kleine Vierkantige Reeks », 1967, 40 p. (roman)
- Le Livre des hommages, Bruxelles, Et ta sœur, coll. « Les opuscules superfétatoires », 2004 (poèmes)

Il a publié également une fausse traduction (les pages du livre sont vierges) des Œuvres humoristiques complètes de Virginia Woolf (Bruxelles, Et ta sœur, coll. « Les opuscules superfétatoires », 2011).